# NGC 5927
NGC 5927 là cụm sao cầu trong chòm sao Sài Lang. NGC 5927 có đường kính khoảng 12 phút cung với cường độ biểu kiến là +8,86. Cụm sao được xếp loại VIII trong Lớp tập trung Shapley–Sawyer, nó chứa các ngôi sao có cường độ 15 và mờ hơn.
Cụm sao cầu được nhà thiên văn học James Dunlop phát hiện vào năm 1826 với kính viễn vọng 9 inch, được John Louis Emil Dreyer đưa vào Danh mục thiên thể NGC.